# Molla Gürâni

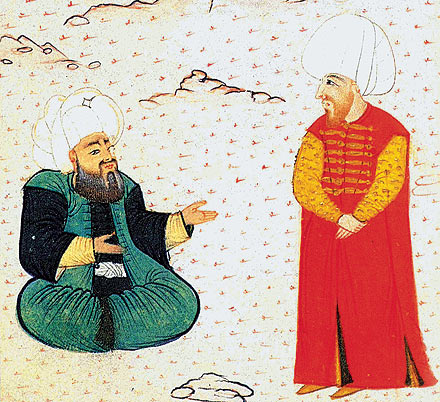
Molla Gürâni (seduto) in un miniatura tratta dall'enciclopedia biografica Al-Shaqāʾiq al-Nuʿmāniyya fī ʿUlamāʾ al-Dawla al-ʿUthmāniyya compilata da Taşköprülüzade Ahmet (metà del XVI secolo circa)

Molla Gürâni (Gürân, ... – Istanbul, 1488) è stato un religioso e funzionario ottomano, precettore di Maometto II e mufti di Istanbul.

## Infanzia e adolescenza
Gürâni nacque il 28 agosto 1406 (secondo altri invece nel 1410 o nel 1411), in un luogo chiamato Gûrân a Esfarayen (secondo altri a Shahrizor o vicino a Diyarbekir o vicino ad Halabja), e gli fu dato il nome di Şemseddin Ahmed b. İsmâil o Şerefeddin o Şehâbeddin.
In seguito gli fu attribuito anche l'onorifico mollâ o mevlânâ e divenne noto con le Nisba di Gürânî, Şehrizorî, Hemedânî, Tebrîzî, Kâhirî o Rûmî, da cui l'appellativo abituale di Molla Gürâni. Potrebbe essere stato di ascendenza curda..
Studiò qira'at, Kalām, tafsir, nahw (sintassi araba) e fiqh a Baghdad e lingua araba e letteratura a Hasankeyf. A 17 anni si trasferì a studiare a Damasco, dove rimase per cinque anni, e poi a Gerusalemme. Successivamente si trasferì al Cairo, dove studiò gli hadith, qira'at, tafsir e fiqh e ricevette la ijazah da Ibn Hajar.

## Carriera mamelucca
Gürâni fu nominato mudarris di fiqh presso la Madrasa di Barquq del Cairo e partecipò alle assemblee di studiosi alla corte del Sultano Mamelucco Sayf al-Din Jaqmaq, anche se nel 1440, in seguito a una disputa con un altro studioso, fu giudicato colpevole di aver insultato gli antenati dello studioso, condannato a 80 colpi di verga (değnek), rimosso dalla sua posizione nella madrasa ed esiliato a Damasco..

## Carriera ottomana

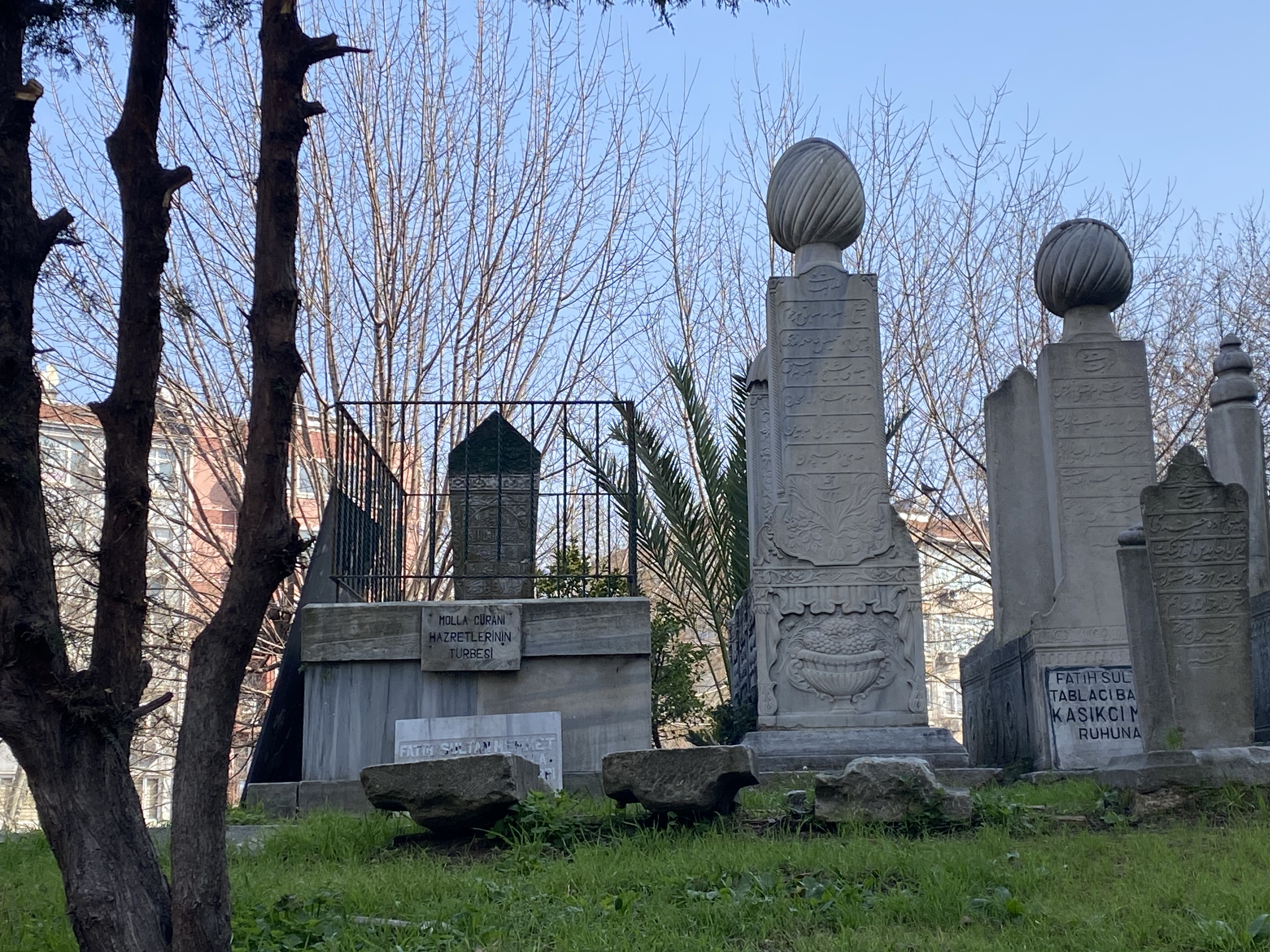
La tomba di Molla Gürâni a Fındıkzade, Istanbul

Intorno all'epoca della sua caduta in disgrazia, ad Aleppo o al Cairo, Gürâni incontrò lo studioso ottomano Molla Yegân, che lo presentò al Sultano ottomano Murad II; il sultano lo nominò mudarris prima nella Madrasa di a Bursa e poi nella Madrasa di Yıldırım. Ad un certo punto, passò dalla scuola Shafi'i di giurisprudenza a quella Hanbali. Nel 1443 fu nominato maestro (hoca) del figlio di Murad Mehmet, e probabilmente rimase con Mehmed quando Murad abdicò in favore di Mehmed nel 1444 e quando Murad si reinsediò sul trono nel 1446..
Dopo la morte di Murad nel 1451, Mehmed divenne nuovamente sultano e gli offrì una posizione prima come visir, che egli rifiutò, e poi come kazasker, che accettò. Fece quindi parte del consiglio di Mehmed durante la conquista di Costantinopoli e in seguito scrisse il fetihnâme della conquista, un resoconto degli eventi in bello stile che fu inviato al Sultano Mamelucco..
Nel 1455 fu destituito da kazasker per aver agito in modo troppo indipendente e fu inviato a Bursa come qadi e come amministratore (mütevelli) di una evkaf. Fu destituito da questa carica per aver strappato un firman che considerava contrario alla Sharia e averne picchiato il portatore. Partì quindi per lo Ḥajj, passando per Aleppo, Damasco e Gerusalemme e tornando a Istanbul nel 1458. A quel tempo fu nuovamente nominato qadi a Bursa..
Nel 1480 fu nominato mufti di Istanbul o Sheikh ul-Islam, carica che mantenne fino alla morte, servendo sia sotto Mehmed II che sotto il successore Bayezid II. Si dice che avesse una personalità modesta ma dignitosa e una moralità superiore, che fosse intransigente nella conoscenza e che non avesse esitazioni nell'esprimere le sue opinioni..
Morì nel 1488 a Istanbul, e fu sepolto nel quartiere di Fındıkzade, tra Aksaray e Topkapı, di fronte alla moschea di Karamani Piri Mehmed Pascià.

## Eredità

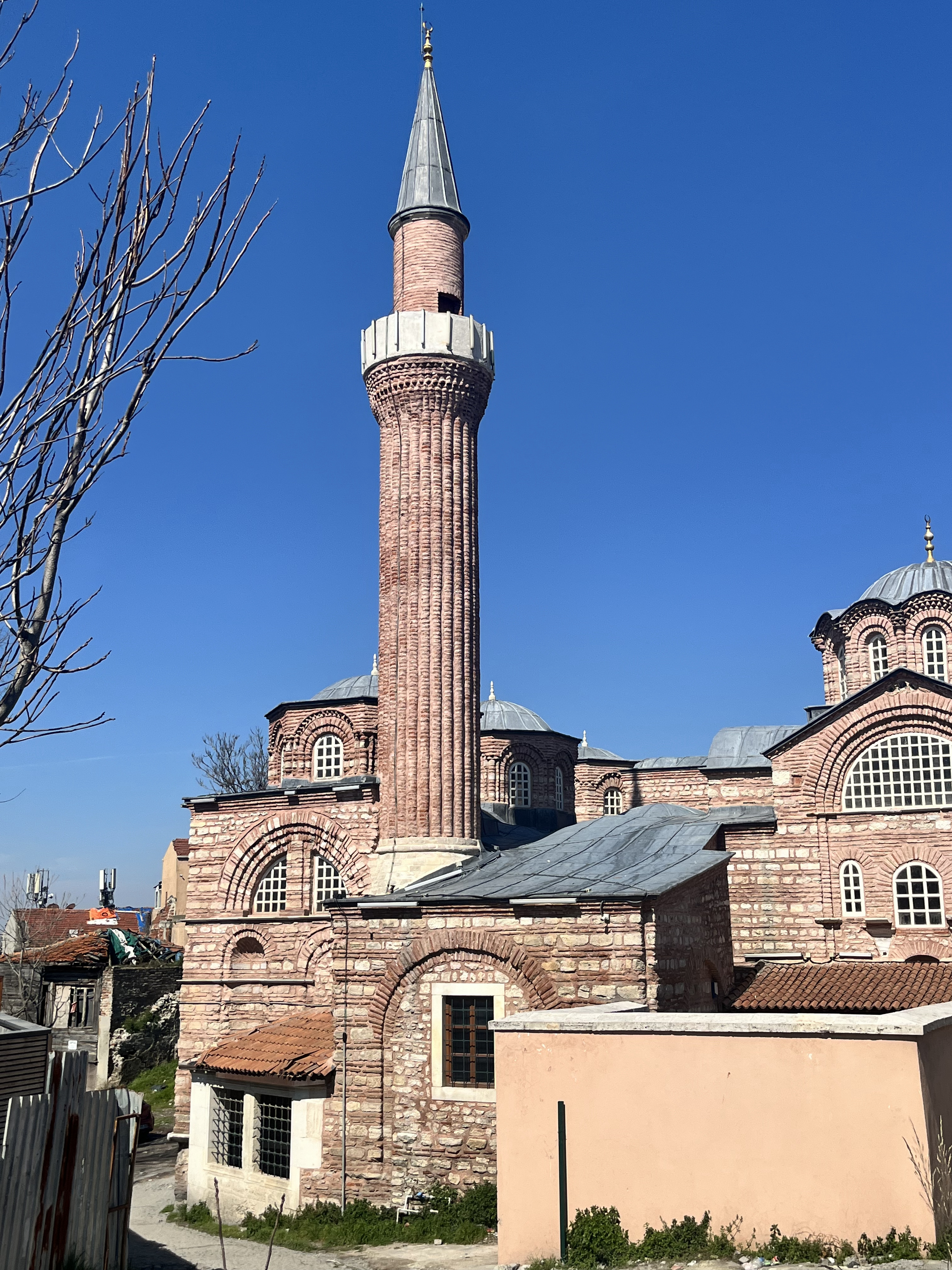
La chiesa di Vefa trasformata in moschea da Gürâni

Gürâni a Istanbul fondò diverse istituzioni, tra cui una moschea a Çapa; piccole moschee (mescit) a Galata, Mercan e Vefa; una scuola di hadith (dârülhadîs) a Vefa;  scuole elementari a Çapa, Galata e Vefa; un hammam a Mercan; e un han a Bahçekapı. Di queste, solo la piccola moschea di Mercan era ancora esistente negli anni Settanta. Convertì anche una chiesa bizantina  in moschea, oggi nota anche come moschea di Molla Gürani.
Il quartiere che circondava la moschea di Gürâni a Çapa, Istanbul, divenne noto come Mollagürani ed è tuttora conosciuto come tale anche se la moschea bruciò nel 1917.
Un discendente di Gürâni, Burhaneddîn İbrâhîm El-Gurânî (1616/17-1697), fu autore di oltre 100 opere erudite..
La Famiglia Güran di Bağlar, situata nella Provincia di Diyarbakır, sostiene di discendere dai Gürâni.